# Family Circle Cup 1989
Family Circle Cup 1989 — жіночий тенісний турнір, що проходив на відкритих кортах з ґрунтовим покриттям Sea Pines Plantation у Гілтон-Гед-Айленді (США). Належав до турнірів 5-ї категорії в рамках Туру WTA 1989. Відбувсь усімнадцяте і тривав з 3 до 9 квітня 1989 року. Перша сіяна Штеффі Граф здобула титул в одиночному розряді, свій третій на цих змаганнях.

## Фінальна частина

### Одиночний розряд
Штеффі Граф —  Наташа Звєрєва 6–1, 6–1
- Для Граф це був 5-й титул за сезон і 35-й — за кар'єру.

### Парний розряд
Гана Мандлікова /  Мартіна Навратілова —  Мері Лу Деніелс /  Венді Вайт 6–4, 6–1
- Для Мандлікової це був 2-й титул за сезон і 30-й — за кар'єру. Для Навратілової це був 5-й титул за сезон і 286-й — за кар'єру.